# Jacqueline Poelman
Helina Jacomina (Jacqueline) Poelman (Leek, 5 oktober 1973) is een Nederlandse oud-atlete, gespecialiseerd in de sprint. Ze werd dertig maal Nederlands kampioene. Tweemaal nam zij deel aan de Olympische Spelen, als lid van de Nederlandse 4 × 100 m estafetteploeg.

## Biografie

### Start atletiekcarrière
Poelman groeide op in Leek. Ze trainde in Roden bij een tak van de Groningse atletiekvereniging ARGO '77. Als junioratlete bleek ze haar leeftijdgenoten ver vooruit te zijn. In de loop der jaren leidde dat ertoe, dat zij tijdens de trainingen steeds meer alles alleen moest doen. Daarom besloot ze in 1995, na afronding van haar CIOS-opleiding in Heerenveen, over te stappen van Groningen naar Utrecht. Zij werd daar lid van Hellas Utrecht en kwam terecht in de sprintgroep van Peter Verlooy. Bovendien aanvaardde ze er een parttime baan voor twintig uur per week.

### Zilver op WJK en brons op EK indoor
Haar eerste grote internationale toernooi was de Europese kampioenschappen voor junioren in Thessaloniki in 1991. Ze wist echter noch op de 100 m, noch op de 200 m de finale te halen. Maar een jaar later werd ze op de wereldkampioenschappen voor junioren in Seoel tweede op de 100 m en vierde op de 200 m. Ook maakte ze in dat jaar deel uit van de vrouwenestafetteploeg op de Olympische Spelen van Barcelona.
In 1994 eindigde Poelman als derde op de 200 m bij de Europese indoorkampioenschappen voor senioren in Parijs. Dit was lange tijd haar laatste grote internationale prestatie. De volgende jaren wist ze geen finales te halen op grote toernooien, al veroverde ze in die periode indoor zowel als outdoor nog diverse nationale sprinttitels.

### Comeback
In 2002 maakte Poelman op 28-jarige leeftijd een opmerkelijke comeback na jaren van blessures. Op de Europese kampioenschappen dat jaar werd ze zevende op de 200 m. In 2004 maakte ze deel uit van de 4 × 100 m vrouwenestafetteploeg tijdens de Olympische Spelen van Athene. Door een foutieve wissel finishte de ploeg echter niet.
In 2005 won Poelman de bronzen medaille bij de EK indoor op de 200 m.

### Einde atletiekloopbaan
In 2006 veroverde Poelman op de 100 en 200 m haar laatste twee nationale titels en kwalificeerde zij zich voor deelname aan de EK op de 200 m. Hier strandde zij in de halve finale. 
Op 2 september 2006, tijdens de Arena Games in Hilversum, maakte ze bekend dat ze haar actieve sportcarrière met onmiddellijke ingang zou beëindigen. Reden hiervoor waren de tegenvallende prestaties van de laatste weken en tevens gaf ze aan voorrang te willen geven aan haar maatschappelijke carrière.
Jacqueline Poelman kan terugzien op een carrière, waarin zij naast haar internationale palmares in totaal tweeëntwintig nationale outdoor- en acht nationale indoortitels verzamelde.
Voor haar verdiensten, die ook een positieve uitstraling voor de gemeente Leek betekenden, ontving zij op 11 november 2006 de gemeentelijke onderscheiding "De Leekster Tak".
Eind 2007 werd de nationale atletiekwereld opgeschrikt door het bericht, dat Jacqueline Poelman moest worden geopereerd aan een hersentumor. De voormalige sprintster raakte eind juli 2007 tijdens een training onwel. In november bleek uit een MRI-scan de aanwezigheid van een laagwaardige tumor, waarna zij op 4 december 2007 onder het mes ging. De artsen wisten de tumor met succes te verwijderen en na een ziekenhuisverblijf van een week vergde haar herstel daarna nog een zestal weken.
Poelman was juist op 1 december 2007 in dienst getreden bij ASICS Benelux te Hoofddorp als medewerkster Customer Service.

## Nederlandse kampioenschappen
Outdoor
| Onderdeel | Jaar                                                             |
| --------- | ---------------------------------------------------------------- |
| 100 m     | 1993, 1994, 1995, 1997, 1999, 2000, 2001, 2002, 2003, 2005, 2006 |
| 200 m     | 1993, 1994, 1995, 1999, 2000, 2001, 2002, 2003, 2004, 2005, 2006 |

Indoor
| Onderdeel | Jaar                         |
| --------- | ---------------------------- |
| 60 m      | 1993, 1995, 1998             |
| 200 m     | 1993, 1994, 1995, 2002, 2005 |

## Persoonlijke records
Outdoor
| Onderdeel | Prestatie | Plaats  | Datum        |
| --------- | --------- | ------- | ------------ |
| 100 m     | 11,27     | Hechtel | 30 juli 1994 |
| 200 m     | 23,00     | Heusden | 20 juli 2002 |
| 400 m     | 52,84 s   | Cottbus | 18 juli 2001 |

Indoor
| Onderdeel | Prestatie | Plaats | Datum            |
| --------- | --------- | ------ | ---------------- |
| 60 m      | 7,26      | Parijs | 12 maart 1994    |
| 200 m     | 23,36     | Gent   | 12 februari 1995 |

## Prestatieontwikkeling
| Jaar | 100 m (s) | 200 m (s) |
| ---- | --------- | --------- |
| 1992 | 11,44     | 23,28     |
| 1993 | 11,44     | 23,39     |
| 1994 | 11,27     | 23,17     |
| 1995 | 11,42     | 23,39     |
| 1996 | 11,85     | 23,30     |
| 1997 | 11,85     | 23,29     |
| 1998 | 11,61     | 23,53     |
| 1999 | 11,41     | 23,30     |
| 2000 | 11,47     | 23,20     |
| 2001 | 11,43     | 23,17     |
| 2002 | 11,43     | 23,00     |
| 2003 | 11,55     | 23,19     |
| 2004 | 11,42     | 23,62     |
| 2005 | 11,49     | 23,35     |
| 2006 | 11,52     | 23,30     |

## Palmares

### 60 m
- 1992:  NK indoor – 7,43 s
- 1993:  NK indoor – 7,41 s
- 1994:  NK indoor – 7,32 s
- 1994: 4e in ½ fin. EK indoor te Parijs – 7,26 s
- 1995:  NK indoor – 7,30 s
- 1995: 5e series WK indoor – 7,42 s
- 1997:  NK indoor – 7,51 s
- 1998:  NK indoor – 7,49 s
- 2002:  NK indoor – 7,44 s
- 2004:  NK indoor – 7,45 s

### 100 m
- 1992:  WK U20 in Seoel – 11,44 s
- 1993:  NK – 11,48 s
- 1994:  EK indoor – 23,43 s
- 1994:  NK – 11,33 s
- 1994:  Europacup C in Dublin – 11,55 s
- 1995:  NK – 11,83 s
- 1997:  NK – 11,66 s
- 1998:  NK – 11,99 s (+0,9 m/s)
- 1999:  NK – 11,41 s (+1,2 m/s)
- 2000:  NK – 11,63 s (+3,1 m/s)
- 2001:  NK – 11,54 s (+0,2 m/s)
- 2001: 5e Universiade – 11,62 s (in ½ fin. 11,50 s)
- 2002:  NK – 11,48 s (+2,2 m/s)
- 2003:  Ter Specke Bokaal in Lisse - 11,53 s (+3,0 m/s)
- 2003:  Trigallez Recordwedstrijden in Hoorn - 11,72 s (+0,0 m/s)
- 2003: 5e FBK Games - 11,74 s (-1,6 m/s)
- 2003:  NK – 11,55 s (+1,0 m/s)
- 2004:  NK – 11,42 s (+1,1 m/s)
- 2005:  EK indoor te Madrid – 23,42 s
- 2005:  NK – 11,61 s
- 2005: 5e Europacup B – 11,55 s
- 2006:  NK – 11,56 s
- 2006: 4e Europacup B – 11,65 s

### 200 m
- 1992: 4e WK U20 – 23,38 s
- 1993:  NK indoor – 23,75 s
- 1993:  NK – 23,50 s
- 1994:  NK indoor – 23,63 s
- 1994:  NK – 23,44 s
- 1994:  EK indoor – 23,43 s
- 1994:  Europacup C in Dublin – 23,55 s
- 1995:  NK indoor – 23,66 s
- 1995:  NK – 23,89 s
- 1997:  NK indoor – 24,24 s
- 1999:  NK – 23,30 s (-1,1 m/s)
- 2001:  NK – 23,38 s (+0,1 m/s)
- 2001: 6e Universiade – 23,58 s
- 2002:  NK indoor – 23,97 s
- 2002:  NK – 23,48 s (+4,4 m/s)
- 2002: 7e EK – 23,31 s
- 2003:  Gouden Spike - 23,52 s
- 2003:  NK – 23,50 s (+4,0 m/s)
- 2003: 6e in ¼ fin. WK - 23,51 s (in serie 23,22 s)
- 2004:  NK – 23,70 s (+2,2 m/s)
- 2005:  NK indoor – 23,49 s
- 2005:  NK – 23,06 s (wind)
- 2005:  EK indoor – 23,42 s
- 2005: 4e Europacup B – 23,78 s
- 2006:  NK – 23,60 s
- 2006:  Europacup B – 23,43
- 2006: 8e in ½ fin. EK - 24,01 s (in serie 23,35 s)

### 4 × 100 m
- 1992: 6e in serie OS – 43,91 s
- 2002: DQ in serie EK
- 2003: 5e in serie WK – 43,96 s
- 2004: DNF OS
- 2005: DQ in serie WK

### 4 × 400 m
- 2001: 6e Universiade – 3.37,51

## Onderscheidingen
- KNAU-jeugdatlete van het jaar (Fanny Blankers-Koenplaquette) – 1992
- KNAU-atlete van het jaar – 2002